# فرط استجابة قصبي
فرط الاستجابة القصبي (بالإنجليزية: Bronchial hyperresponsiveness)‏ هي حالة مرضية تتميز بسهولة تشنج القصبات (تقلص القصيبات الهوائية أو المسالك الهوائية الصغيرة).

## تقييم المرض
يمكن تقييم فرط الاستجابة القصبي بواسطة «اختبار تحدي الشعب الهوائية» (بالإنجليزية: Bronchial challenge test)‏ الذي يُسمى أيضا «اختبار تحدي الميثاكولين» (بالإنجليزية: methacholine challenge test)‏ أو «اختبار تحدي الهيستامين» (بالإنجليزية: histamine challenge test)‏، وهذا الاختبار غالبا ما يستخدم مواداً كيميائية مثل الميثاكولين أو الهيستامين التي تؤدي إلى تشنج قصبي لدى الأفراد العاديين أيضًا، ولكن الأشخاص الذين يعانون من فرط الاستجابة القصبي تكون لديهم عتبة أقل للاستجابة (بالإنجليزية: lower threshold)‏.

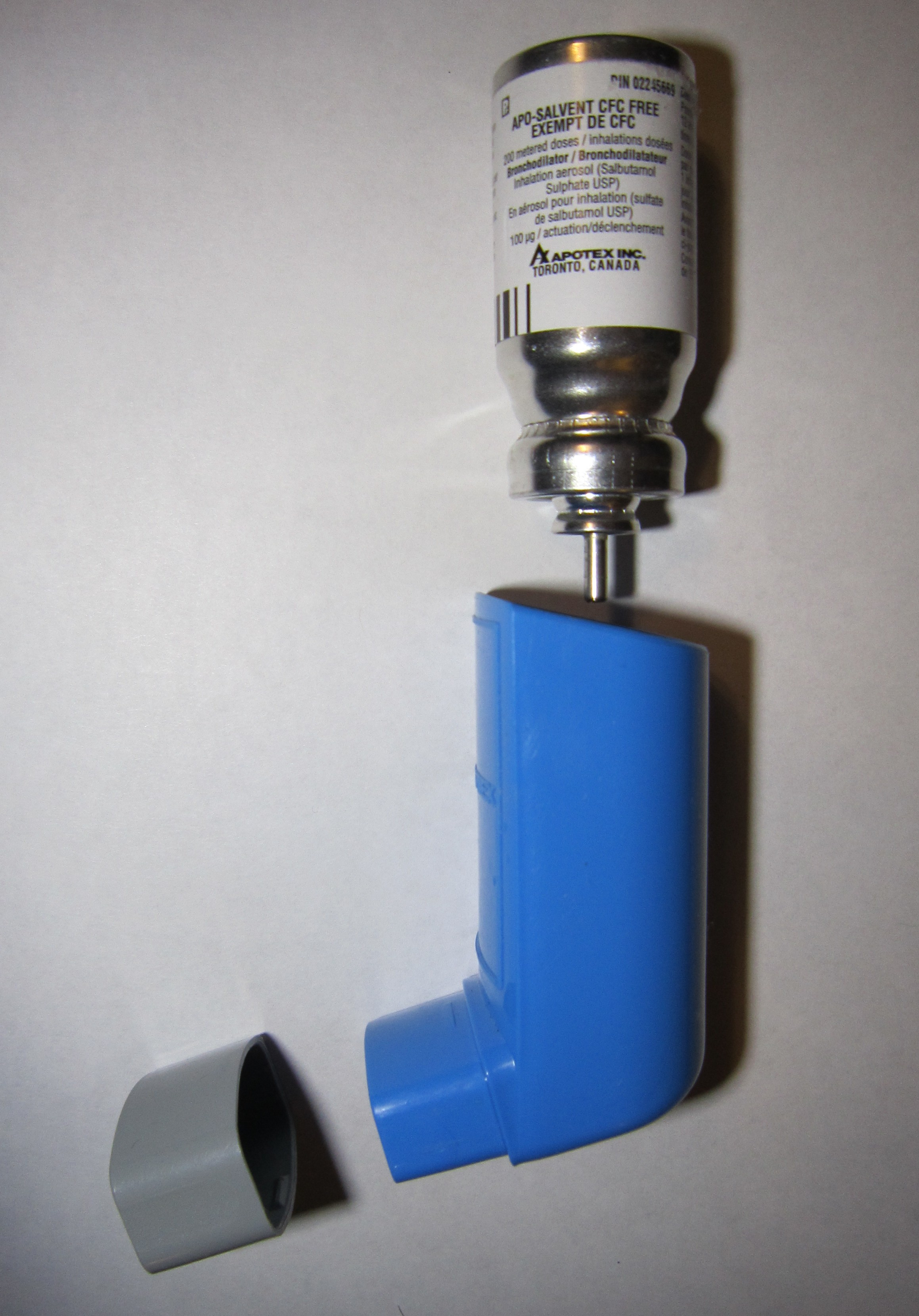
في حالة الربو، يميل فرط الاستجابة القصبي إلى أن يكون قابلا للعلاج عن طريق استخدام موسع قصبي.

فرط التنفس القصبي هو سمة مميزة لمرض الربو ولكنه يحدث أيضا في كثير من الأحيان في الأشخاص الذين يعانون من مرض الانسداد الرئوي المزمن (COPD). في دراسة على صحة الرئة (بالإنجليزية: Lung Health Study)‏، كان هناك فرط استجابة قصبي في حوالي ثلثي المرضى الذين يعانون من مرض الانسداد الرئوي المزمن غير الشديد، وكان تراجع وظيفة الرئة المُتنبأ به من خلال الدراسة مستقل عن العوامل الأخرى.

## العلاج
في حالات مرض الربو، يميل فرط الاستجابة القصبي إلى أن يكون قابلا للعلاج عن طريق استخدام موسعات الشعب الهوائية، بينما أن هذا ليس هو الحال مع مرضى الانسداد الرئوي المزمن.

## الطهي بالغاز
يرتبط فرط استجابة القصبات الهوائية بالطهي بالغاز بين الأشخاص الذين لديهم النمط الوراثي GSTM1.